# Labicymbium
Labicymbium és un gènere d'aranyes araneomorfes de la subfamília Erigoninae, dins de la família Linyphiidae.
Fou descrit per primera vegada per Alfred Frank Millidge l'any 1991.
Es pot trobar a Sud-amèrica: Brasil, Colòmbia, Equador, Perú, i Veneçuela:

## Llista d'espècies
Segons The World Spider Catalog 12.0:
- Labicymbium ambiguum Millidge, 1991
- Labicymbium auctum Millidge, 1991
- Labicymbium avium Millidge, 1991
- Labicymbium breve Millidge, 1991
- Labicymbium cognatum Millidge, 1991
- Labicymbium cordiforme Millidge, 1991
- Labicymbium curitiba Rodrigues, 2008
- Labicymbium dentichele Millidge, 1991
- Labicymbium exiguum Millidge, 1991
- Labicymbium fuscum Millidge, 1991
- Labicymbium jucundum Millidge, 1991
- Labicymbium majus Millidge, 1991
- Labicymbium montanum Millidge, 1991
- Labicymbium nigrum Millidge, 1991
- Labicymbium opacum Millidge, 1991
- Labicymbium otti Rodrigues, 2008
- Labicymbium rancho Ott & Lise, 1997
- Labicymbium rusticulum (Keyserling, 1891)
- Labicymbium sturmi Millidge, 1991 (E. tipus)
- Labicymbium sublestum Millidge, 1991